# العلاقات البوليفية اللاوسية
العلاقات البوليفية اللاوسية هي العلاقات الثنائية التي تجمع بين بوليفيا ولاوس.

## مقارنة بين البلدين
هذه مقارنة عامة ومرجعية للدولتين:
| وجه المقارنة                                              | بوليفيا                                          | لاوس        |
| --------------------------------------------------------- | ------------------------------------------------ | ----------- |
| المساحة (كم2)                                             | 1.10 مليون                                       | 236.80 ألف  |
| عدد السكان (نسمة)                                         | 11.05 مليون                                      | 6.86 مليون  |
| الكثافة السكانية (ن./كم²)                                 | 10.05                                            | 28.97       |
| العاصمة                                                   | سوكري، لاباز                                     | فيينتيان    |
| اللغة الرسمية                                             | اللغة الإسبانية، اللغة الأيمرية، كتشوا، غوارانية | اللغة اللاو |
| العملة                                                    | بوليفاريو بوليفي                                 | كيب لاوي    |
| الناتج المحلي الإجمالي (بليون دولار)                      | 37.51 مليار                                      | 16.85 مليار |
| الناتج المحلي الإجمالي (تعادل القوة الشرائية) بليون دولار | 74.58 مليار                                      | 38.71 مليار |
| الناتج المحلي الإجمالي الاسمي للفرد دولار أمريكي          | 3.08 ألف                                         | 1.82 ألف    |
| الناتج المحلي الإجمالي للفرد دولار أمريكي                 | 6.63 ألف                                         |             |
| مؤشر التنمية البشرية                                      | 0.662                                            | 0.575       |
| رمز المكالمات الدولي                                      | +591                                             | +856        |
| رمز الإنترنت                                              | .bo                                              | .la         |
| المنطقة الزمنية                                           | 00                                               | ت ع م+07:00 |

## منظمات دولية مشتركة
يشترك البلدان في عضوية مجموعة من المنظمات الدولية، منها:
| علم المنظمة | اسم المنظمة                        | تاريخ انضمام بوليفيا | تاريخ انضمام لاوس |
| ----------- | ---------------------------------- | -------------------- | ----------------- |
|             | مؤسسة التنمية الدولية              | 21 يونيو 1961        | 28 أكتوبر 1963    |
|             | منظمة حظر الأسلحة الكيميائية       | ?                    | ?                 |
|             | الأمم المتحدة                      | 14 نوفمبر 1945       | 14 ديسمبر 1955    |
|             | منظمة الشرطة الجنائية الدولية      | ?                    | ?                 |
|             | وكالة ضمان الاستثمار متعدد الأطراف | 3 أكتوبر 1991        | 5 أبريل 2000      |
|             | مؤسسة التمويل الدولية              | 20 يوليو 1956        | 29 يناير 1992     |
|             | البنك الدولي للإنشاء والتعمير      | 27 ديسمبر 1945       | 5 يوليو 1961      |
|             | يونسكو                             | 13 نوفمبر 1946       | 9 يوليو 1951      |

## وصلات خارجية
- موقع وزارة الخارجية البوليفية